# Liubomîrka, Oleksandrivka
Liubomîrka (în ucraineană Любомирка) este un sat în comuna Vîșci Vereșceakî din raionul Oleksandrivka, regiunea Kirovohrad, Ucraina.

## Demografie
Componența lingvistică a localității Liubomîrka
     Ucraineană (99,05%)
     Alte limbi (0,95%)
Conform recensământului din 2001, majoritatea populației localității Liubomîrka era vorbitoare de ucraineană (99,05%), existând în minoritate și vorbitori de alte limbi.